# Стохастична оптимізація
Методи стохастичної оптимізації (CO) — це методи оптимізації, які генерують і використовують випадкові величини. Для стохастичних задач випадкові величини з'являються у формулюванні самої задачі оптимізації, що включає випадкові цільові функції або випадкові обмеження (англ. constraints). Методи стохастичної оптимізації також включають методи з випадковими ітераціями. Деякі методи стохастичної оптимізації використовують випадкові ітерації для вирішення стохастичних задач, поєднуючи обидва значення стохастичної оптимізації. Методи стохастичної оптимізації узагальнюють детерміновані методи для детермінованих задач.

## Методи стохастичних функцій
Частково-випадкові вхідні дані виникають під час процесу оцінювання та контролю у реальному часі, оптимізації на основі моделювання (при оцінюванні фактичної системи завдяки методу Монте-Карло) та в задачах, де присутня експериментальна (випадкова) похибка під час вимірювання критеріїв. У таких випадках знання про те, що серед значень функції присутній випадковий «шум», природньо призводить до алгоритмів, які використовують інструменти статистичного висновування для оцінки «справжніх» значень функції та/або прийняття статистично оптимальних рішень щодо наступних кроків. Методи цього класу включають:
- стохастичне наближення[en] за Роббінсом і Монро (1951)[4]
- стохастичний градієнтний спуск
- скінченно-різницеве стохастичне наближення за Кіфером і Вулфовіцем (1952)[5]
- стохастичне наближення з одночасним збуренням[en] за Споллом (1992)[6]
- сценарну оптимізацію[en]

## Випадкові методи пошуку
З іншого боку, навіть коли набір даних складається з точних вимірювань, деякі методи вводять випадковість у процес пошуку для прискорення прогресу. Така випадковість також може зробити метод менш чутливим до похибок моделювання. Крім того, введена випадковість може дозволити методу уникнути локального оптимуму і в кінцевому підсумку наблизитися до глобального оптимуму. Дійсно, цей принцип рандомізації, як відомо, є простим та ефективним способом отримання алгоритмів із майже певною ефективністю для багатьох наборів даних багатьох видів задач. До таких методів стохастичної оптимізації належать:
- алгоритм імітації відпалу за С. Кіркпатріком, К. Д. Гелаттом і М. П. Веккі (1983)[8]
- квантовий відпал
- колективи ймовірностей за Д. Х. Волпертом, С. Р. Бєнявським та Д. Г. Раджнараяном (2011)[9]
- реактивна оптимізація пошуку[en] (англ. Reactive Search Optimization) за Роберто Баттіті[en], Г. Теккіоллі (1994),[10][11]
- метод перехресної ентропії за Рубінштейном і Крезе[en] (2004)[12]
- випадковий пошук за Анатолієм Жиглявським[en] (1991)[13]
- інформаційний пошук[14]
- стохастичне тунелювання[en][15]
- паралельне гартування[en] або обмін репліками[16]
- стохастичне сходження до вершини[en]
- колективні алгоритми
- еволюційні алгоритми
  - генетичні алгоритми Холланда (1975)[17]
  - еволюційні стратегії
- каскадний алгоритм[en] оптимізації та модифікації об'єктів (2016)[18]

Деякі автори навпаки стверджують, що рандомізація може покращити детермінований алгоритм лише в тому випадку, якщо він був погано розроблений з самого початку. Фред В. Гловер стверджує, що зловживання випадковими елементами може запобігти розвитку більш розумних і кращих детермінованих компонентів. Спосіб, яким зазвичай представлені результати алгоритмів стохастичної оптимізації (наприклад, представлення лише середнього або навіть найкращого з N запусків без жодної згадки про розповсюдження), також може призвести до позитивного зміщення у бік випадковості.